# Tidabius suitus
Tidabius suitus är en mångfotingart som beskrevs av Chamberlin 1911. Tidabius suitus ingår i släktet Tidabius och familjen stenkrypare. Inga underarter finns listade i Catalogue of Life.